# (6043) Aurochs
(6043) Aurochs (1991 RK2) – planetoida z grupy pasa głównego asteroid okrążająca Słońce w ciągu 3,64 lat w średniej odległości 2,37 j.a. Odkryta 9 września 1991 roku.